# Pseuderanthemum confertum
Pseuderanthemum confertum är en akantusväxtart som beskrevs av Spencer Le Marchant Moore. Pseuderanthemum confertum ingår i släktet Pseuderanthemum och familjen akantusväxter. Inga underarter finns listade i Catalogue of Life.